# Dominique Janssen
Dominique Johanna Anna Janssen (2018–20 Bloodworth, * 17. Januar 1995 in Horst) ist eine niederländische Fußballspielerin, die seit Juli 2024 Vertragsspielerin von Manchester United ist und seit 2014 für die A-Nationalmannschaft spielt.

## Karriere

### Vereine
Janssen spielte bis zur B-Jugend für ihren Heimatverein, die RKsv Wittenhorst, und wechselte im Sommer 2013 zur SGS Essen in die deutsche Bundesliga. Dabei schlug sie Angebote der BeNe-League-Teams PSV Eindhoven und Ajax Amsterdam aus. Am 8. September 2013 (1. Spieltag) debütierte sie beim 3:3-Unentschieden gegen den BV Cloppenburg in der Bundesliga. Das erste Tor im Trikot der Essenerinnen gelang ihr am 3. November 2013 (7. Spieltag) beim 5:1-Erfolg gegen die TSG 1899 Hoffenheim, als sie zum zwischenzeitlichen 1:1 traf. Mit dem Ende der Saison 2014/15 verließ sie Essen und wechselte zum Arsenal LFC in die englische WSL. Mit dem Verein konnte sie die drei Titel des englischen Frauenfußballs gewinnen. Nach der Meisterschaft 2018/19 wechselte sie zum deutschen Meister VfL Wolfsburg. Mit Wolfsburg gewann sie das Double und erreichte das Finale der UEFA Women’s Champions League 2019/20, das aber gegen Olympique Lyon mit 1:3 verloren wurde. Sie kam in allen sieben Spielen zum Einsatz und erzielte im Achtelfinalhinspiel gegen den FC Twente Enschede zwei Tore (Endstand 6:0). 2022/23 erreichte sie mit den Wölfinnen erneut das Finale, verlor es aber mit 2:3 gegen die Frauen des FC Barcelona. Auf dem Weg dorthin erzielte sie im Viertelfinale den 1:0-Siegtreffer im Hinspiel bei Paris Saint-Germain, so dass ein 1:1 im Rückspiel zum Weiterkommen reichte.
Im Juli 2024 wurde sie ablösefrei vom englischen Erstligisten Manchester United unter Vertrag genommen.

### Nationalmannschaft
Janssen trug am 17. März 2010 beim Freundschaftsspiel der U15-Nationalelf gegen England erstmals das Trikot einer Juniorenauswahl des Niederländischen Fußballverbands. 2012 war sie Kapitänin der niederländischen U17-Auswahl in den Qualifikationsspielen zur Europameisterschaft und führte auch in der Qualifikation zur U19-Europameisterschaft 2013 ihre Mannschaft als Spielführerin aufs Feld. 2014 gelang ihr mit ihrer Mannschaft die Qualifikation für die Endrunde der U19-Europameisterschaft in Norwegen, wo die Niederländerinnen nach einem 1:0-Finalerfolg gegen Spanien erstmals überhaupt den Titel erringen konnten. Janssen kam in sämtlichen fünf Partien über die volle Spielzeit zum Einsatz.
Im Rahmen des Zypern-Cups 2014 wurde sie erstmals in die A-Nationalmannschaft berufen und gab dort am 5. März 2014 beim 2:2 gegen Australien ihr Debüt, als sie in der 65. Minute eingewechselt wurde. 2015 gehörte sie zum niederländischen Kader für die Weltmeisterschaft in Kanada und kam dort am 16. Juni 2015 im Gruppenspiel gegen die Auswahl des Gastgebers zu ihrem einzigen Turniereinsatz.
Bei der EM 2017 in ihrer Heimat hatte sie einen einzigen Einsatz von 33 Minuten, als sie im Finale gegen Dänemark eingewechselt wurde. In der anschließenden Qualifikation für die WM 2019 kam sie dagegen in allen zwölf Spielen der Niederländerinnen zum Einsatz und verpasste dabei keine Minute. Im März 2018 gewann sie mit der Mannschaft den Algarve-Cup, wobei das geplante Finale gegen Schweden wetterbedingt nicht stattfand und der Titel beiden Mannschaften zugesprochen wurde.
Sie wurde am 10. April für die WM 2019 nominiert. Bei der WM, die für ihre Mannschaft mit dem zweiten Platz endete, kam sie in allen sieben Spielen der Leeuwinnen zum Einsatz und verpasste keine Minute. Im zweiten Gruppenspiel gegen Kamerun erzielte sie ihr erstes Länderspieltor zum zwischenzeitlichen 2:1 (Endstand 3:1).
In der anschließenden Qualifikation für die EM 2022 kam sie in neun von zehn Spielen zum Einsatz und erzielte ein Tor. Mit zehn Siegen qualifizierten sich die Niederländerinnen für die wegen der COVID-19-Pandemie um ein Jahr verschobene Endrunde. Wegen der Pandemie wurden auch die Olympischen Spiele 2020 um ein Jahr verschoben, für die sich die Niederländerinnen als WM-Zweite erstmals qualifiziert hatten. Janssen wurde dort bei den Siegen gegen Sambia (10:3) und China (8:2) sowie beim 3:3 gegen Brasilien, bei dem sie das Tor zum 3:3-Endstand erzielte, und dem im Elfmeterschießen gegen Weltmeister USA verlorenen Viertelfinale eingesetzt. In der danach begonnenen Qualifikation für die WM 2023 wurde sie in den ersten sieben Spielen sechsmal eingesetzt.
Am 31. Mai 2022 wurde sie für die EM-Endrunde nominiert und absolvierte dort alle vier Spiele des niederländischen Teams. Im Viertelfinale gegen Frankreich führte ein Foul Janssens in der Verlängerung zum entscheidenden Elfmetertor der Französinnen.
Am 30. Juni 2023 wurde sie für die WM-Endrunde nominiert, kam in jedem der fünf Spiele ihres Teams zum Einsatz und schied mit ihrer Mannschaft im Viertelfinale gegen die Spanierinnen nach Verlängerung aus.
Sie wurde auch für die EM-Endrunde 2025 nominiert: Dort kam sie in den drei Gruppenspielen zum Einsatz, nach denen die Niederländerinnen ausschieden.

## Erfolge
- 2013/14: DFB-Pokalfinalistin (mit der SGS Essen)
- 2014: U-19-Europameisterin
- 2015, 2017/2018: Englische Liga-Pokalsiegerin (mit den Arsenal Ladies)
- 2015/2016: Englische Pokalsiegerin (mit den Arsenal Ladies)
- 2017: Europameister
- 2018: Algarve-Cup-Sieg (zusammen mit Schweden[15])
- 2018/2019: Englische Meisterin (mit den Arsenal Ladies)
- 2019: Zweite der Fußball-Weltmeisterschaft
- 2020: Deutsche Meisterin
- 2020: Deutsche Pokalsiegerin
- 2021: Deutsche Pokalsiegerin
- 2022: Deutsche Meisterin
- 2022: Deutsche Pokalsiegerin
- 2023: Deutsche Pokalsiegerin
- 2024: Deutsche Pokalsiegerin

## Sonstiges
Janssen lebt in Venlo und ist Studentin an der Johan Cruyff Academy in Tilburg. Im Mai 2018 heiratete sie den Amerikaner Brandon Bloodworth und trug vorübergehend ihren Ehenamen „Bloodworth“ auf dem Trikot. Die Ehe wurde im Juli 2020 wieder geschieden.